# Motorrettungsboote der DGzRS

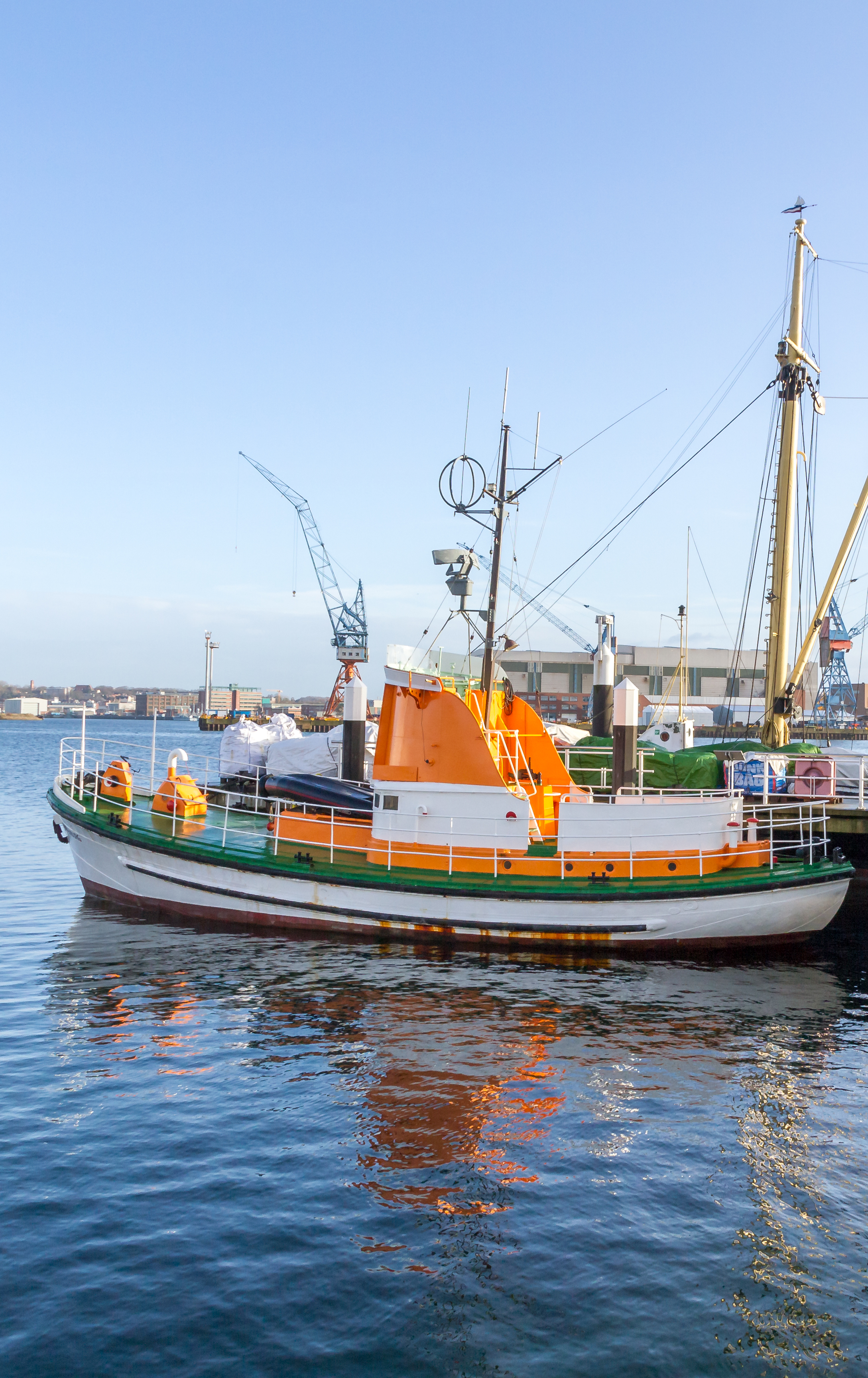
MRB HINDENBURG als Museumsboot in Kiel

Die Zeit der Motorrettungsboote bei der DGzRS begann 1911, nachdem die Deutsche Gesellschaft zur Rettung Schiffbrüchiger (DGzRS) den Einsatz von Verbrennungsmotoren bei Rettungsbooten in anderen Ländern nur beobachtet hatte. Wie andere europäische Seenotrettungsgesellschaften betrachtete sie den Motor zunächst nur als Hilfsantrieb neben Segeln und Riemen. Erst mit der Entwicklung von zuverlässigen Dieselmotoren kamen auch bei der DGzRS die Motorrettungsboote (MRB) zu weiterer Verbreitung. Sie bildeten bis zur Mitte der 1950er Jahre das Rückgrat der Flotte.

## Die Zeit bis zum Ersten Weltkrieg
Die DGzRS hatte ursprünglich ebenfalls die Indienststellung von dampfgetriebenen Rettungsbooten erwogen, jedoch aufgrund der nicht überwiegend positiven Erfahrungen im Ausland letztendlich nicht beschlossen.
Großes Interesse bestand jedoch aufgrund der vielversprechenden Erfahrungsberichte aus den USA und England an benzinmotorgetriebenen Einheiten. So beschloss man im Jahre 1907 aufgrund eines Antrages des DGzRS-Oberinspektors Pfeifer, zunächst die entsprechende Motorisierung für ein erstes Versuchsboot im Ausland zu beschaffen. Infolgedessen war das im Jahre 1911 in Dienst gestellte Boot mit Namen OBERINSPECTOR PFEIFFER mit einem britischen Benzinmotor ausgestattet.
Da der DGzRS-Vorstand beschlossen hatte, der heimischen Motorenindustrie eine Chance zu geben, wurde in der Folgezeit zunächst das Segelrettungsboot CARL VON LINGEN mit einem Hilfsmotor (35 PS, Fabrikat Körting) ausgerüstet. Nach den guten Praxiserfahrungen mit diesem Boot wurden in den Jahren 1912 und 1913 zwei weitere Segel- bzw. Ruderrettungsboote (PICKER und CARL LAEISZ) mit diesem Motor versehen.
In den Jahren 1911 bis 1913 erfolgte außerdem die Indienststellung von neun Neubauten; die überwiegend elf Meter langen Boote wurden direkt ab Werft mit einem Motor ausgestattet. Im Einzelnen waren dies die Boote GEHEIMRAT SCHRÖTER, HERMANN FRESE (Länge 12,50 m), GEHEIMRAT MAX FREY, DR. ALFRED VON LEYEN, DR. FEHRMANN, GEHEIMRAT HEINRICH GERLACH (Länge 10 m), FERDINAND LAEISZ, IRENE und OTTO LUDEWIG.
Eine weitere Modernisierung der deutschen Rettungsflotte wurde zunächst durch den Ausbruch des Ersten Weltkrieges und die folgenden Inflationsjahre mit einer einhergehenden Spendengeldknappheit gestoppt.

## Zwischen den Weltkriegen
So wurde einerseits aus finanziellen Gründen, andererseits aber auch aus praktischen Erwägungen im Jahre 1925 das bisherige Ruderrettungsboot OBERARZT MEYER-GLÜCKSTADT mit dem Motor der nun ausgemusterten CARL LINGEN ausgestattet. Dieses so ausgestattete Boot war leicht genug (ca. 500 kg schwerer als in der Ausführung als Ruderrettungsboot), um auf unbefestigten Sandstränden noch transportabel zu sein.
Aber ab 1926 war die Finanzdecke des Vereins – nicht zuletzt auch durch die Aufnahme eines Reichsdarlehens – wieder stark genug, um zunächst drei neue große Boote zu beschaffen, nunmehr reine gedeckte MRB, darunter erstmals eines mit einem Doppelschraubenantrieb. Es handelte sich um die Boote Bremen (stationiert auf Norderney), Hamburg (stationiert in Friedrichskoog) und den Doppelschrauber Hindenburg (stationiert auf Borkum). Als wichtigste Neuerung waren bei diesen Booten erstmals kompressorlose (und damit relativ leichte) Dieselmotoren (Fabrikat Deutz bei den Einschraubenbooten und MAN beim Doppelschrauber) eingebaut.
In den nächsten Jahren wurden die Dieselmotoren immer besser und ausgereifter, so dass man ab 1928 bei der DGzRS beschloss, nur noch diesen Motortyp in die Boote einzubauen.
Im gleichen Jahr wurden übrigens nach dem Muster der Oberarzt Meyer-Glückstadt noch zwei weitere bisherige 8,5-Meter-Ruderrettungsboote, die Frauenlob und die Meta Hartmann, motorisiert, nun auch mit Dieselmotor und einer Leistung von 15 PS (11 kW). Von einer Motorisierung weiterer Ruderrettungsboote sah man seitens der DGzRS ab, denn schon 1931 zeigte die Meta Hartmann Schäden am kannelierten Rumpf aufgrund von Motorvibrationen und musste außer Dienst gestellt werden.
Bei der II. International Lifeboat Conference in Paris im Juni 1928 stellte sich heraus, dass die deutschen Rettungsboote zwar technisch auf einem hohen Stand waren, aber auch, dass die Rettungsflotten im Ausland prozentual höher motorisiert waren als die deutsche.
Ein Problem der deutschen Seenotrettung war die unterschiedliche Beschaffenheit der deutschen Küsten. Dies ließ keine Vereinheitlichung und Festlegung auf einen genormten Schiffstyp zu. Benötigt wurden einerseits kleinere Boote, die – wie schon bei den Ruderrettungsbooten üblich – per Transportwagen, meistens durch Pferde gezogen, an den Strand gebracht werden und dort zu Wasser gelassen werden konnten, andererseits bestand ein Bedarf an größeren, hochseetüchtigen Einheiten, die in Häfen oder im Bereich von Flussmündungen stationiert werden konnten.
Bedingt hochseetüchtig waren in dieser Zeit lediglich die sechs gedeckten ehemaligen Segelrettungsboote, zwischenzeitlich mit Hilfsmotoren ausgestattet. Sie waren nicht ausreichend für einen modernen Rettungsdienst, es waren zu wenige Boote und die Motoren zu schwach.
Anknüpfend an die bereits ab 1926 beschafften drei neuen Einheiten wurde 1928 zunächst ein 11,85 Meter langes Boot gebaut (Geheimrat Sartori), das in Heiligenhafen stationiert wurde.
In der Praxis hatte sich herausgestellt, dass die Fahrzeuge für den Hochseeeinsatz größer sein müssten, so beschloss man bei der DGzRS, dass die Boote des geplanten Neubauprogramms mindestens 13 Meter (Einschrauber) oder 16 Meter (Doppelschrauber) lang sein sollten.
Daher wurden 1929 ein Einschraubenboot (August Nebelthau) für die Station List auf Sylt sowie ein mit zwei Dieselmotoren mit je ungefähr 80 PS (59 kW) Leistung für die Station Norderney (dieses Boot erhielt den Namen des dort bisher stationierten und unter dem Namen Lübeck nunmehr nach Travemünde verlegten Bootes Bremen).
Es folgten weitere Boote dieser Art, so im Jahre 1930 der 13 Meter lange Einschrauber Konsul John für die Station Rügenwaldermünde und 1931 ein weiterer, 16 Meter langer Doppelschrauber namens Konsul Kleyenstüber für die Station Pillau. Dieses Boot wurde 1944 in Bremen (das dritte Boot dieses Namens) umbenannt, in den 1950er Jahren umgebaut und diente als Erprobungsboot für das sogenannte Huckepack-Verfahren, also als Träger eines Tochterboot genannten Beibootes und ist somit der Vorläufer und Wegbereiter der modernen Seenotkreuzer der DGzRS, bei denen heute grundsätzlich dieses TB-System angewandt wird.
In den Jahren 1930 und 1931 erfolgte ein Neubauprogramm für kleinere Einheiten, beginnend mit vier Booten in der traditionellen offenen Bauweise, die weiterhin neben dem Motorbetrieb auch sowohl gerudert als auch gesegelt werden konnten; der kannelierte Rumpf dieser Boote wurde aufgrund der schlechten Erfahrungen mit der Meta Hartmann mit zusätzlichen Spanten und Verstärkungen versehen. Außerdem erhielten die Boote serienmäßig eine Selbstlenzeinrichtung sowie einen Schraubentunnel, um die Berührung der Schraube mit Grund bei Flachwasser zu verhindern. Diese Einrichtungen waren bei den bisher umgerüsteten Booten nachträglich eingebaut worden. Diese Boote waren nun so schwer, dass sie nur an Orten mit einer Slipanlage oder einem Kran stationiert werden konnten; ein Tragen der Boote durch die Rettungsmannschaften oder Pferdetransport, wie es früher vor allem bei den Ruderrettungsbooten üblich war, war bei diesen Booten nicht mehr möglich.
1932 wurde das stärkste und längste MRB vor dem Zweiten Weltkrieg in Dienst gestellt, Richard C. Krogmann, ein Zweischrauber mit zwei Motoren mit je 125 PS (92 kW) Leistung. Das 17,10 Meter lange Boot wurde in Cuxhaven stationiert.
1933 mussten weitere mittelgroße Boote in Dienst gestellt werden. Nun beschloss man bei der DGzRS, diese Einheiten nach britischem Vorbild als so genannte halbgedeckte Boote bauen zu lassen. Diese Teilabdeckung diente einerseits dem Schutz des Motors, und andererseits waren darunter Bänke für die Besatzung sowie ein Ofen untergebracht, ein erster Ansatz von Komfort für die Rettungsmänner. Die ersten MRBs dieser Art waren die Ulrich Steffens und die Adalbert Korff, jeweils elf Meter lang, mit einem 40-PS-Dieselmotor, der eine Höchstgeschwindigkeit von 8,5 Knoten erlaubte. Die anfangs noch vorhandene Hilfsbesegelung wurde später – nach positiven Erfahrungen mit der Motorisierung – wieder abgeschafft.
Die Vorteile der halbgedeckten Bauweise im Vergleich zu den offenen Booten und das geringere Gewicht, verglichen mit vollgedeckten Booten, bewogen die DGzRS, alle offenen Boote – sofern aufgrund der Größe technisch möglich – auf die halbgedeckte Ausführung umbauen zu lassen.
Aber auch halbgedeckte Neubauten wurden in Auftrag gegeben, so 1936 Heinrich Tiarks (Stahlrumpf, 60-PS-Motor, zehn Meter lang) als Ersatz für die ausgemusterte Meta Hartmann und 1938 Matthäus Möller (Stahlrumpf, 80 PS, elf Meter lang).
Aufgrund der Beschaffenheit vieler deutscher Küstenabschnitte war es erforderlich, auch wieder kleinere Einheiten, Strandmotorrettungsboote genannt, zu beschaffen. Auch dieser Typ war halbgedeckt ausgeführt, das resultierende Mehrgewicht wurde kompensiert durch eine neuartige Leichtbauweise des Mahagonirumpfes sowie die Verwendung von Leichtmetallmaterialien beim 56 PS (41 kW) leistenden Motor.
Als jedoch 1934 das erste dieser 9,23 m langen Boote in Dienst gestellt wurde, stellte sich heraus, dass dieser Typ mit einem Gewicht von etwa fünf Tonnen für die vorgesehenen Einsatzgebiete immer noch zu schwer war, trotz der für die Boote speziell entwickelten Transportwagen mit Lamellenrädern, die die Auflageflächen im Sand vergrößerten und der teilweise eingesetzten Traktoren als Zugfahrzeuge. So wurde dieses Boot 1936 unter dem Namen Maasholm auf die mit einer Slipanlage ausgestatteten Station Maasholm verbracht, um dort die auszumusternde Oberinspector Pfeifer zu ersetzen.

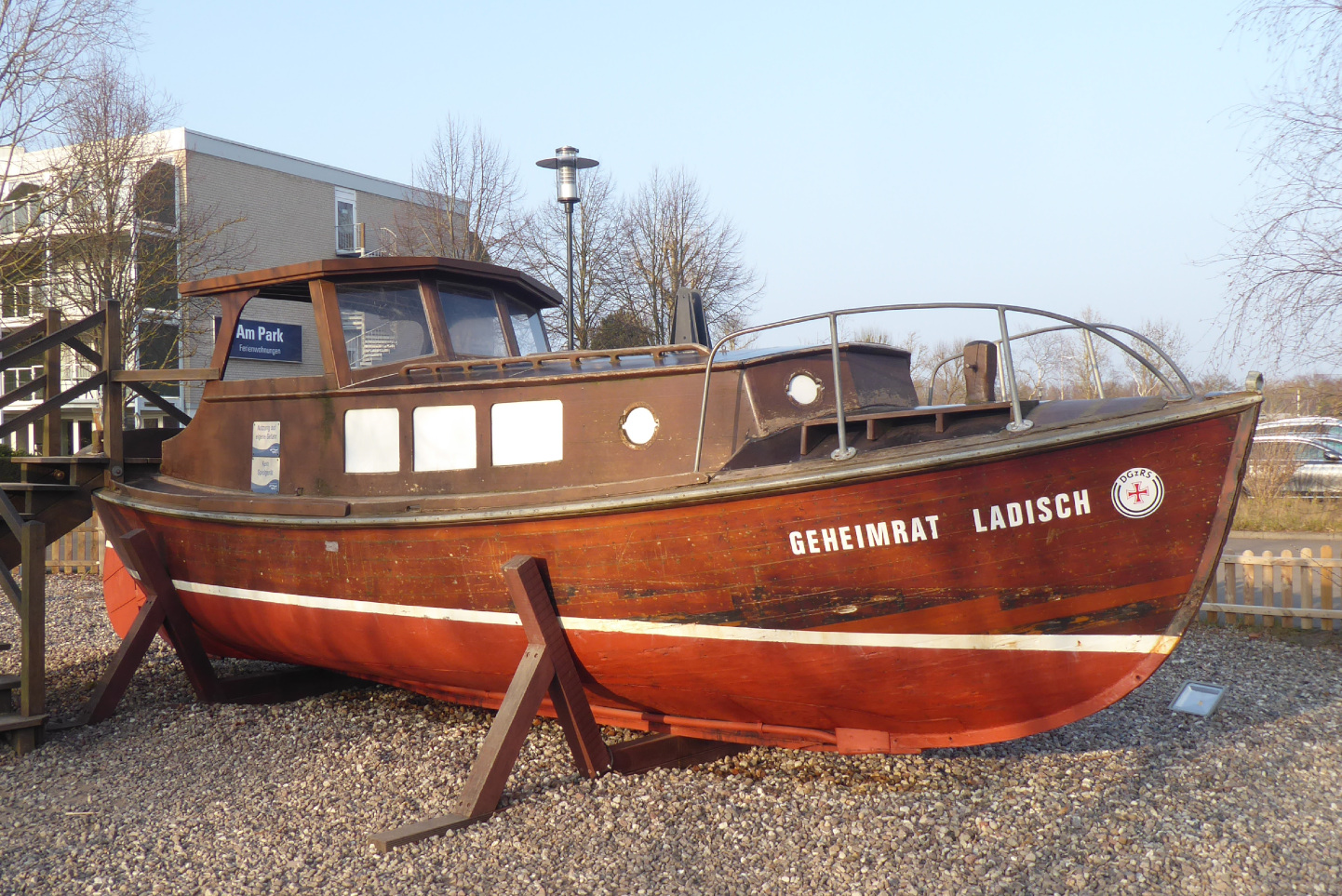
Die GEHEIMRAT LADISCH in Weißenhäuser Strand

Außer der Beschaffung der kleineren Boote für den küstennahen Einsatz wurde 1936 mit Daniel Denker, einem aus Teakholz gebauten 15-Meter-Boot, auch wieder eine größere Einheit auf der Station Helgoland in Dienst gestellt.
Letztes großes MRB vor dem Zweiten Weltkrieg war das 1937 gebaute 16-Meter-Teakholzboot Hindenburg, ein Einschrauber mit einem 200 PS (147 kW) leistenden Dieselmotor. Dieses Boot gilt als fortschrittlichstes Boot der Vorkriegszeit, erstmals mit einem geschlossenen Ruderhaus ausgestattet. Es löste das Vorgängerboot gleichen Namens auf der Station Borkum ab.
In der Folgezeit wurden die Boote stetig weiter entwickelt. Wurden sie anfänglich offen gebaut, so entstanden sie später in gedeckter Ausführung, um der Besatzung einerseits Schutz vor dem Wetter und der See zu bieten und andererseits ein Minimum an Komfort zu bieten. 1938 entstand bei Lürssen die Geheimrat Ladisch, die zuerst in Cranz stationiert wurde. 1944 erhielt die Station Westerland mit der Carl Behnk ein solches Boot mit zehn Meter Länge. Es wurde 1944 aber auch mit der Hindenburg eine gedeckte MRB-Baureihe mit 17,5 m Länge und Doppelschraubenantrieb mit zwei 150-PS-Motoren (110 kW) in Dienst gestellt, die heute noch in Kiel beheimatet ist.